# Europameisterschaften im Bogenschießen 2021
Die Europameisterschaften im Bogenschießen 2021 wurden vom 31. Mai bis zum 6. Juni in Antalya ausgetragen.

## Ergebnisse

### Recurvebogen
| Disziplin         | Gold                                                        | Silber                                                   | Bronze                                                           |
| ----------------- | ----------------------------------------------------------- | -------------------------------------------------------- | ---------------------------------------------------------------- |
| Männer Einzel     | Pablo Acha                                                  | Galsan Basarschapow                                      | Moritz Wieser                                                    |
| Frauen Einzel     | Lisa Barbelin                                               | Karyna Dsjominskaja                                      | Denisa Baránková                                                 |
| Männer Mannschaft | Niederlande Steve Wijler Sjef van den Berg Rick van der Ven | Ukraine Iwan Koschokar Oleksii Hunbin Heorhij Iwanyzkyj  | Russland Aldar Zybikschapow Galsan Basarschapow Beligto Zyngujew |
| Frauen Mannschaft | Russland Jelena Ossipowa Swetlana Gombojewa Xenija Perowa   | Deutschland Lisa Unruh Michelle Kroppen Charline Schwarz | Dänemark Maja Jager Kirstine Danstrup Andersen Randi Degn        |
| Mixed-Team        | Jelena Ossipowa / Aldar Zybikschapow                        | Elia Canales / Pablo Acha                                | Magdalena Śmiałkowska / Kacper Sierakowski                       |

### Compoundbogen
| Disziplin         | Gold                                                        | Silber                                                    | Bronze                                                                             |
| ----------------- | ----------------------------------------------------------- | --------------------------------------------------------- | ---------------------------------------------------------------------------------- |
| Männer Einzel     | Yakup Yıldız                                                | Mathias Fullerton                                         | Lukasz Przybylski                                                                  |
| Frauen Einzel     | Tanja Gellenthien                                           | Ella Gibson                                               | Sanne de Laat                                                                      |
| Männer Mannschaft | Türkei Batuhan Akçaoğlu Emircan Haney Yakup Yıldız          | Frankreich Quentin Baraër Nicolas Girard Adrien Gontier   | Griechenland Dimitrios-Konstantinos Drakiotis Stavros Koumertas Andreas Zacharakis |
| Frauen Mannschaft | Frankreich Lola Grandjean Sophie Dodémont Tiphaine Renaudin | Niederlande Sanne de Laat Jody Vermeulen Inge van der Ven | Italien Sara Ret Irene Franchini Marcella Tonioli                                  |
| Mixed-Team        | Sarah Prieels / Reginald Kools                              | Lisell Jäätma / Robin Jäätma                              | Janine Meissner / Tim Krippendorf                                                  |

## Medaillenspiegel
| Platz  | Land           | Gold | Silber | Bronze | Gesamt |
| ------ | -------------- | ---- | ------ | ------ | ------ |
| 1      | Russland       | 2    | 1      | 1      | 4      |
| 2      | Frankreich     | 2    | 1      | –      | 3      |
| 3      | Türkei         | 2    | –      | –      | 2      |
| 4      | Dänemark       | 1    | 1      | 1      | 3      |
| 5      | Niederlande    | 1    | 1      | 1      | 3      |
| 6      | Spanien        | 1    | 1      | –      | 2      |
| 7      | Belgien        | 1    | –      | –      | 1      |
| 8      | Deutschland    | –    | 1      | 2      | 3      |
| 9      | Belarus        | –    | 1      | –      | 1      |
| 9      | Estland        | –    | 1      | –      | 1      |
| 9      | Großbritannien | –    | 1      | –      | 1      |
| 9      | Ukraine        | –    | 1      | –      | 1      |
| 13     | Polen          | –    | –      | 2      | 2      |
| 14     | Griechenland   | –    | –      | 1      | 1      |
| 14     | Italien        | –    | –      | 1      | 1      |
| 14     | Slowakei       | –    | –      | 1      | 1      |
| Gesamt | Gesamt         | 10   | 10     | 10     | 30     |